# Le Petit Jésus (film)
Pour les articles homonymes, voir le petit Jésus.
Pour plus de détails, voir Fiche technique et Distribution.
Le Petit Jésus est un film documentaire québécois de André-Line Beauparlant sorti en 2004.

## Synopsis
André-Line Beauparlant aborde le rapport de sa famille à son jeune frère, né handicapé, - alors qu'elle-même avait 11 ans- et décédé en 2011. Elle y évoque notamment le rôle que la religion catholique a joué pour ses parents.

## Fiche technique
- Réalisation : André-Line Beauparlant
- Production : Les Productions 23 / Coop Vidéo de Montréal
- Photographie : Josée Deshaies
- Montage : Sophie Leblond
- Son : Marcel Chouinard, Martin Allard, Éric Tessier
- Durée : 78 min
- Couleur
- Année : 2004